# Culicicapa helianthea
El papamoscas citrino (Culicicapa helianthea) es una especie de ave paseriforme de la familia Stenostiridae nativa del sudeste asiático insular. El término citrino hace referencia a su coloración amarillenta.

## Distribución y hábitat
Se encuentra en los bosques tropicales del archipiélago filipino, las Célebes y las Molucas orientales, distribuido por Filipinas e Indonesia.